# Espacio de color absoluto
En la ciencia del color, hay dos significados para el término espacio de color absoluto:
- Un espacio de color donde la diferencia perceptiva entre colores está directamente relacionada con las distancias entre colores representados por puntos en el espacio de color.[1][2]
- Un espacio de color en el que los colores son inequívocos, esto es, donde las interpretaciones de los colores en el espacio están definidos colorimétricamente sin referencias a factores externos.[3][4]

Este artículo se centra en la segunda definición.
CIEXYZ y sRGB son ejemplos de espacios de color absolutos, al contrario que el genérico espacio de color RGB.
Un espacio de color no absoluto puede hacerse absoluto definiendo su relación con cantidades colorimétricas absolutas. Por ejemplo, si los colores rojo, verde y azul se miden con exactitud en un monitor junto con otras propiedades, entonces los valores RGB de ese monitor pueden considerarse como absolutos. El espacio de color Lab suele ser referido como absoluto, aunque también necesita la especificación de un punto blanco para serlo.
Una forma popular de convertir un espacio de color como RGB en un color absoluto es definir un perfil ICC, el cual contiene los atributos del RGB. No es la única forma de expresar un color absoluto, pero es el estándar en muchas industrias. Los colores RGB definidos por perfiles ampliamente aceptados incluyen sRGB y Adobe RGB. Al proceso de añadir un perfil ICC a un gráfico o documento se le suele llamar tagging, etiquetado o embedding.

## Conversión
Artículo principal: Gestión del color
Un color en un espacio de color absoluto puede convertirse en otro espacio de color absoluto y viceversa. Sin embargo, algunos espacios de color pueden tener limitaciones de gama, y convertir colores que están fuera de esa gama produce resultados incorrectos. También hay errores de redondeo, especialmente con el popular rango de sólo 256 valores diferentes por componente (8 bits por color).
Una parte de la definición de un espacio de color absoluto son las condiciones de visualización. El mismo color, visto bajo diferentes condiciones de iluminación, sea natural o artificial, parecerá diferente.
En ocasiones, hay reglas precisas para conversión entre espacios de color no absolutos. Por ejemplo, los espacios HSL y HSV se definen como mapeos de RGB. Ambos son no absolutos, pero la conversión entre ellos debería mantener el mismo color. Sin embargo, en general, la conversión entre dos espacios de color no absolutos (por ejemplo, RGB a CMYK) o entre espacios de color absolutos y no absolutos (por ejemplo, RGB a Lab) es un concepto sin sentido.